# مسجد ديجارون

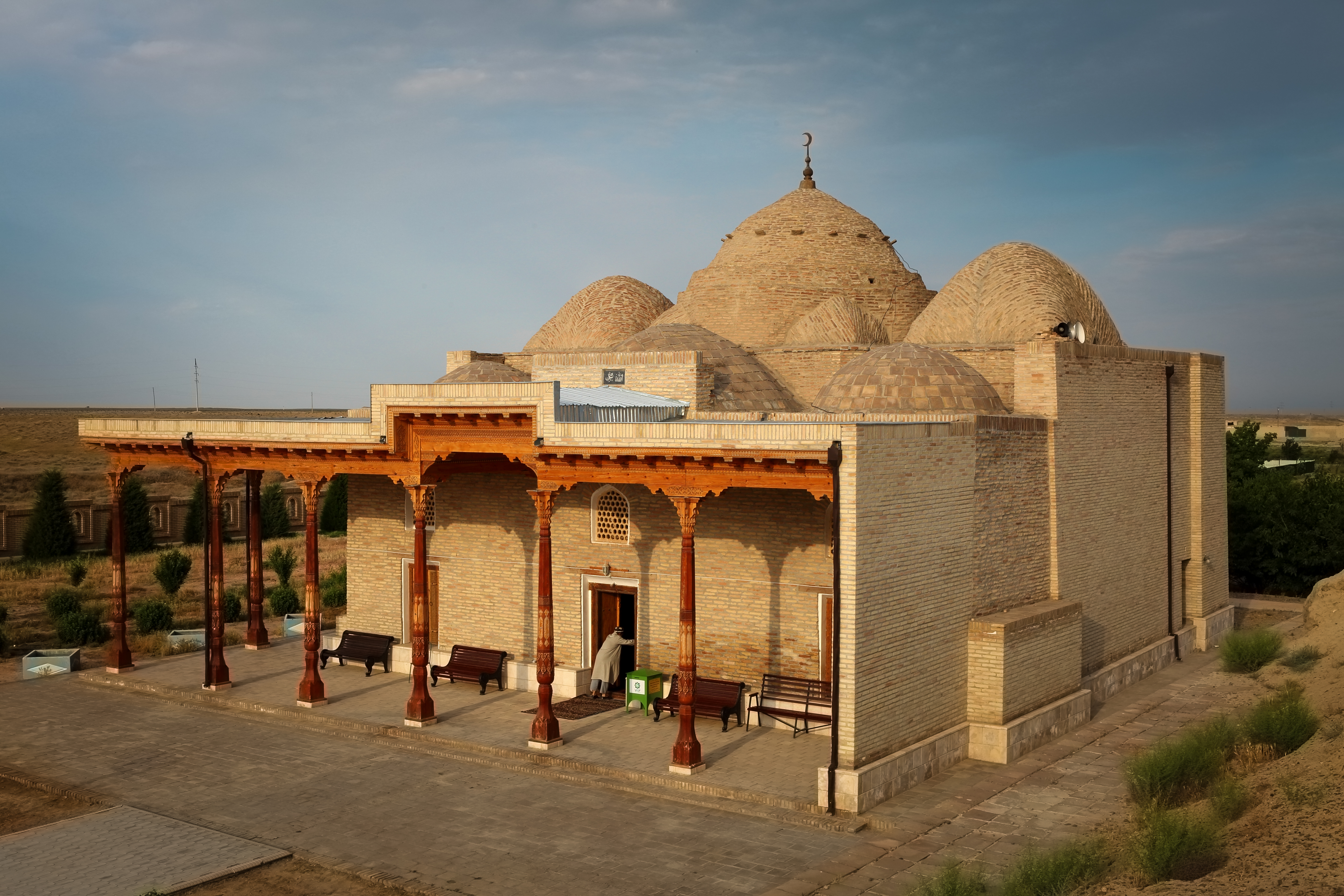

مسجد ديجارون هو نصب معماري في منطقة نافيواي في أوزبكستان، ويعد من أقدم المباني الدينية التي لا تزال قائمة في البلاد. تم بناء المسجد بين القرنين 8 و 12، ويشتهر بأسلوب معماري فريد.
التاريخ الدقيق لبناء المسجد غير مؤكد، ولكن يُعتقد عادةً أنه تم بناؤه في القرن 11 أو 12، رغم أن بعض التقديرات تشير إلى أنه تم في وقت مبكر في القرنين 8 أو 9. تم بناء المسجد على يد الخوارزميون وكان يقع في قرية محصنة هجرت فيما بعد بسبب الجفاف. يُلاحظ أن المسجد يتميز بأسلوب معماري فريد ليس من المعتاد في البناء الإسلامي؛ إذ أن المسجد يشبه إلى حد كبير العمارة زرادشتية وله خصائص تشبه الكنائس المسيحية المبكرة التي تحتوي على أربعة أعمدة ومركز قبة.
في بعثة بينجيكنت لعام 1946 بقيادة A. Yu. Yakubovsky، تم اكتشاف المسجد وتم تحديد أنه بُني على أنقاض مبنى سابق. اسم "ديجارون" يُشير إلى الخزف الذي كان مزدهرًا في المنطقة خلال العصور الوسطى. تم ترميم المسجد وهو مستمر في العمل. تم النظر في إدراج الموقع ضمن قائمة اليونسكو مواقع التراث العالمي ويتم صيانته من قبل حكومة أوزبكستان.